# Việc an táng Giêsu

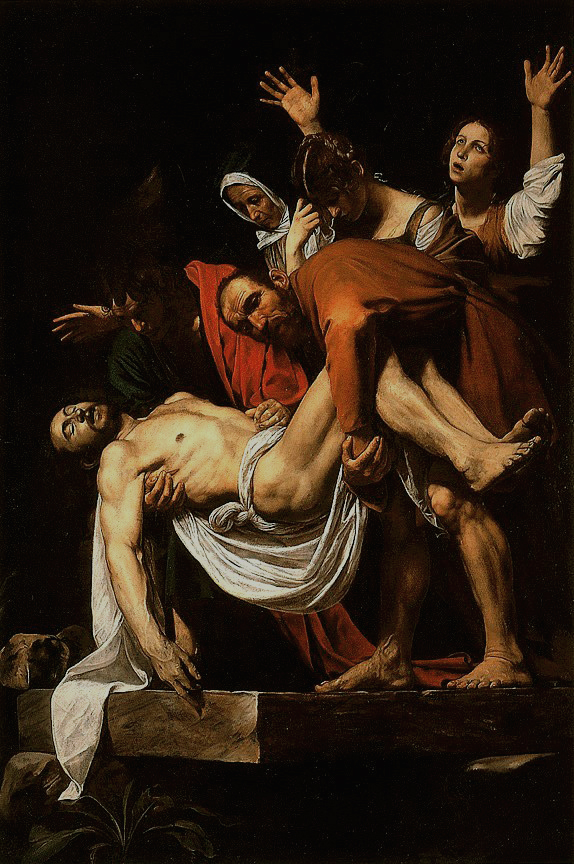
Chôn cất Christ của Caravaggio.

Việc an táng Giêsu được mô tả trong Tân Ước, nói đến quá trình cất xác của Giêsu sau khi ông bị đóng đinh và chết trên cây thập giá. Theo các sách Phúc Âm, xác Giêsu đã được một người đàn ông tên là Giuse (người xứ Arimathea) xin nhà cầm quyền đế quốc Rôma cho hạ xuống khỏi thập tự giá và sau đó đặt vào trong một ngôi mộ trống.

## Theo kinh Thánh

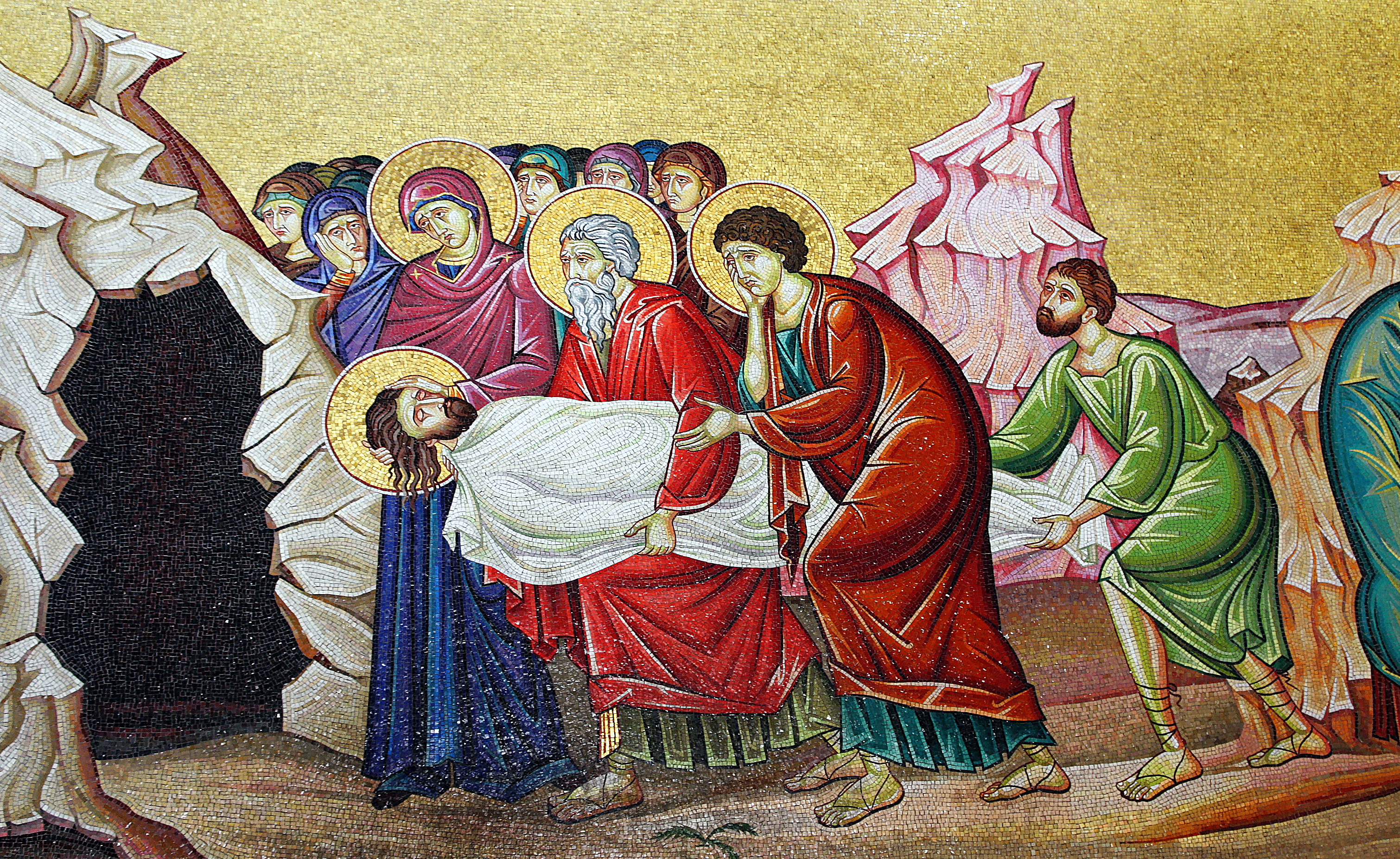
Bức tranh khảm trên tường vẽ hình Jêsus gần hòn đá xức dầu tại Nhà thờ Mộ Thánh.

Tham khảo sớm nhất về việc chôn cất Giêsu là trong một bức thư của Phaolô. Viết cho người Corinthian vào khoảng năm 54, ông nói đến câu chuyện ông đã nhận được tin về cái chết và sự sống lại của Giêsu ("và rằng Giêsu đã bị chôn, và rằng ông đã được làm sống lại vào ngày thứ ba theo Kinh Thánh").
Bốn sách Phúc Âm, được viết từ năm 66 đến năm 95, tất cả đều kết luận bằng một câu chuyện mở rộng về việc bắt giữ, xét xử, đóng đinh, chôn cất, và phục sinh  của Giêsu:p.91 Tất cả bốn cuốn sách đó đều khẳng định rằng, vào tối ngày Giêsu bị đóng đinh, Joseph của Arimathea xin thi thể từ Pilate, và sau khi Pilate đồng ý, ông gói thi thể của Giêsu trong một tấm vải lanh và đặt nó vào trong một ngôi mộ.
Có sự khác biệt đáng kể giữa bốn cuốn sách trên, ghi lại sự tiến triển của nội dung từ sách phúc âm sớm nhất (Mark) đến cuối cùng (John). Các nhà nghiên cứu hiện đại có xu hướng xem các sách Phúc âm là mâu thuẫn, và thấy rằng chuyện kể trong sách Phúc âm Mark có nhiều khả năng xảy ra hơn.